# Feel (Sleeping with Sirens)
Feel è il terzo album della band statunitense Sleeping with Sirens, pubblicato il 4 giugno 2013 dalla Rise Records.

## Tracce
1. Feel – 4:37
2. Here We Go – 3:14
3. Free Now – 3:49
4. Alone (feat. MKG) – 3:47
5. I'll Take You There (feat. Shayley Bourget) – 4:00
6. The Best There Ever Was – 3:16
7. Low – 3:35
8. Congratulations (feat. Matty Mullins) – 4:38
9. Déjà Vu – 3:11
10. These Things I've Done – 3:22
11. Sorry – 2:58
12. Satellites – 3:36

## Formazione
- Kellin Quinn – voce, tastiera, programmazione
- Jack Fowler – chitarra solista
- Jesse Lawson – chitarra ritmica, cori
- Justin Hills – basso
- Gabe Barham – batteria